# Христианство в Дагестане

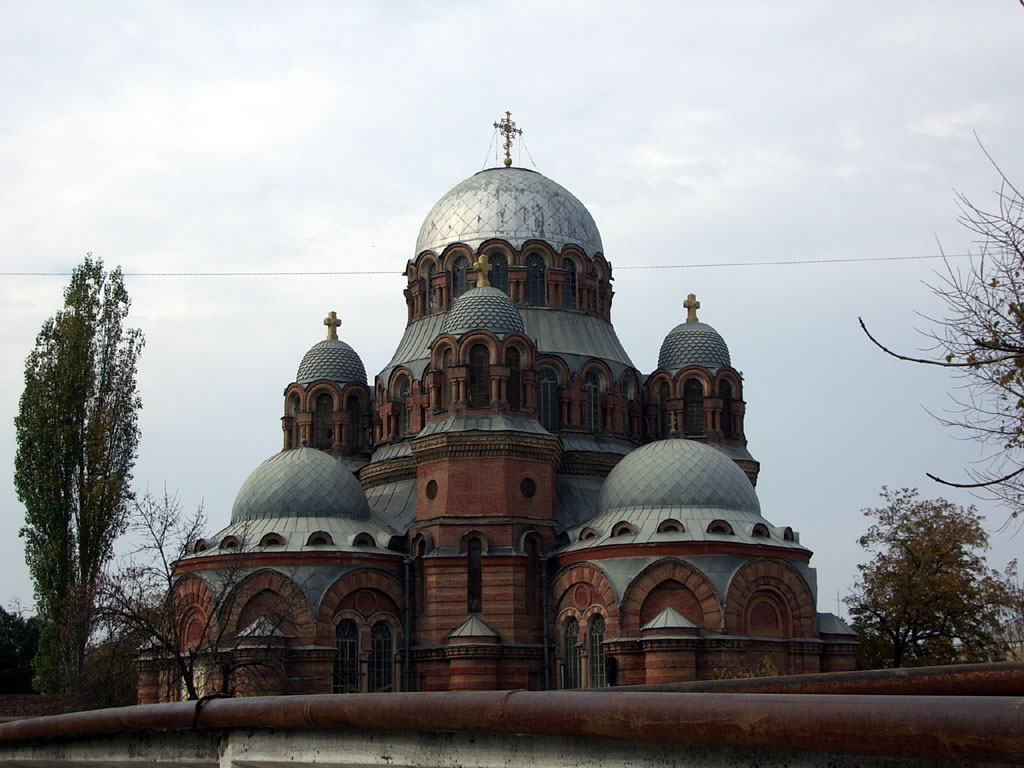
Знаменский собор (Хасавюрт)

## История христианства в Дагестане
История христианства в Дагестане насчитывает много веков. Христианская вера пришла в Дагестан раньше, чем к Киевской Руси, и прошла все ступени развития — от расцвета до полного падения, и возрождения, развития локальных центров христианских течений. Условно проникновение и развитие христианства в Дагестане можно разделить на несколько периодов: первые века нашей эры — XIV век, XVIII век — начало XX века, советский период и современный (начиная с конца 1980-х гг.).

### Начальный период
С первых веков нашей эры и до XV века христианство разных течений постоянно проникало в Дагестан. Центральными районами распространения веры для монофизитов Южного Дагестана являлись григорианские общины Восточного Закавказья, для католиков — итальянские колонии Крыма и Приазовья, для православных — территория Грузии.
В V—VII веках грузинские христианские миссионеры распространяют православие в западных районах Дагестана. В этот период в Нагорном Дагестане строилось большое количество церквей и монастырей (наиболее известная, сохранившаяся до наших дней, церковь Датуна (кон. X — нач. XI в. постройки)).
Если раньше проповедниками христианства в Дагестане были преимущественно албанские и грузинские миссионеры, то с VIII века началось распространение византийского православия. Земли Каганата были объединены в Готскую епархию, находившуюся под омофором константинопольского патриарха и возглавлявшуюся митрополитом, кафедра которого находилась в городе Долосе (Крым). И.Г.Семенов приводит данные о том, что в 780 году Готская епархия включала в себя семь епископств, в числе которых было и "Уннское" (Гуннское - в Дагестане). После восстания крымских готов в 787 году отношения между двумя державами охладели, и каган упразднил Готскую епархию. Одновременно с византийскими миссионерами активную проповедь христианства в Прикаспии вели сирийские несториане. И.Г.Семенов отмечает, что особый успех их проповеди имели в Дагестане: здесь позиции несторианства оставались достаточно прочными в течение еще нескольких веков. В то же время "часть дагестанских и хазарских христиан сохраняла приверженность Алванской Григорианской Церкви, а к югу от Дербента, в древних алванских землях, Григорианство было господствующим вероисповеданием, захватившим даже персидских колонистов и некоторые лезгинские племена".
В XIII веке позиции христианства в Дагестане, например, в Аварии и отдельных районах Южного Дагестана (Табасаран), были довольно прочными. С начала XIV века христианство теряет своё значение в Аварском княжестве, а в ходе нашествия Тимура в 1395—1396 годов и распада централизованного царства Грузии православие здесь постепенно уступает место исламу.

### XVIII — начало XX века
Новый этап в распространении христианства на территории Дагестана начинается со времени его присоединения к России. Происходит активное переселение христиан из других губерний и освоение земель в плоскостной и приморской части. Первыми поселенцами были казаки, которые расселились по берегам Терека и Сулака. Также шло активное привлечение на территорию Дагестана и Северного Кавказа грузин и армян. Часто новые поселенцы не могли прижиться на новом месте. Так, в конце XVIII в из-за притеснений со стороны местного мусульманского населения, на земли современного Ставропольского края были переселены армяне из Дербента и его окрестностей.
Большая часть переселенцев исповедовало православие. Из-за гонений в других регионах России в Дагестан, кроме православных и католиков, начинают стекаться представители других христианских конфессий — пятидесятники, баптисты, адвентисты седьмого дня и др. В низовье Терека (в селах Аликазган, Бирючёк, Чаканное, Росламбейчик, Акайкино и др.) проживали старообрядцы.
В конце XIX — начале XX века в междуречье Сулака и Терека, на территории Терской области (современные Хасавюртовский и Бабаюртовский районы), образовывается несколько десятков немецких колоний и хуторов. Прибывшие немцы были, в основном, меннонитами и евангелистами (см. Терские меннонитские колонии, Немецкие колонии в Дагестане).
К началу XX века на территории Дагестана (без Хасавюртовского и Кизлярского округов) насчитывалось 22 прихода Русской Православной Церкви, 2 католических костела (Темирхан-Шура и Петровск-Порт), 3 армянские церкви (по одной во всех городах). Во всех городах (Темирхан-Шуре-1, Петровск-Порте-3 и Дербенте-3), крепостях (Ахты, Ботлих, Хунзах, Гуниб и Дешлагар) имелись церкви. Все приходы относились к Владикавказской епархии.

Никольский храм г. Махачкала

### Советский период
С присоединением к Дагестану Кизлярского (современные Кизлярский, Тарумовский, Ногайский, Шелковской и Нефтекумский районы) и Хасавюртовского (Хасавюртовский, Бабаюртовский и часть Кизилюртовского районы) округов бывшей Терской области, число христиан многократно увеличивается.
Как и в других регионах Советского Союза, в Дагестане все религиозные объединения оказались вне закона. С первых лет установления советской власти начинаются гонения на религию — закрываются храмы и монастыри, арестовываются и расстреливаются священнослужители. Так были расстреляны почти все монахини Крестовоздвиженского монастыря в Кизляре.
Уничтожались церкви и соборы. Так были закрыты, а впоследствии взорваны такие памятники церковной архитектуры:
- собор Введения во храм Пресвятой Богородицы (Андреевский военный собор) который располагался на центральной площади Буйнакска, построен в 1861 г.
- храм Святого Благоверного Александра Невского (Махачкала, 1891 г.)
- Собор Святого Георгия Победоносца (Дербент, 1853 г.)
- храм Святого Великомученика Георгия Победоносца (Кизляр, 1904 г.)
- храм Святого Николая Чудотворца (село Ниж. Чирюрт, 1879 г.)
- храм Святого Благоверного Великого князя Александра Невского (Сергокала, 1856 г.)

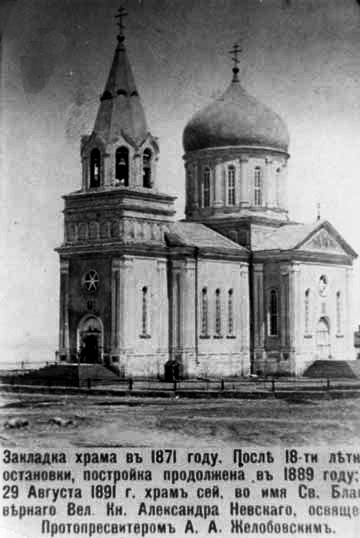
собор Александра Невского

К середине 30-х годов все храмы и монастыри Дагестана были закрыты.
Возрождение церковной жизни начинается только в годы Великой Отечественной войны, когда вновь были открыты православные храмы в Дербенте, Махачкале, Хасавюрте и Кизляре. Уже к началу 1970-х годов в Дагестане насчитывалось 5 приходов РПЦ, а к началу 1990-х — 10.

### Современное положение

#### Православие московского патриархата
С 1998 по 2011 годы все приходы РПЦ расположенные на территории Республике Дагестан относились к Бакинской и Прикаспийской епархии. С 22.03.2011 года вошли в состав вновь образованной Владикавказской и Махачкалинской епархии РПЦ. В феврале 2013 года из последней была выделена самостоятельная Махачкалинская епархия. Территория делится на два благочиния — Махачкалинское (благочинный до февраля 2013 года - протоиерей Стенечкин Николай Александрович) и Кизлярское (благочинный — игумен Пальчиков Юрий Александрович). И включают в себя 18 церквей и часовен и 1 монастырь.
С 1990 года было вновь возведено 8 храмов в Кизляре, Ахтах, Буйнакске, Избербаше, Коктюбее, Таловке, Терекли-Мектебе и Комсомольском.
Был восстановлен уничтоженный собор Святого Великомученика Георгия Победоносца в Кизляре. В 2000 году Махачкалинскому Святоуспенскому собору присвоен статус кафедрального. А в 2005 году, к столетию храма, проведена его реставрация. Ведутся восстановительные работы в армянском храме Святого Григориса в селе Нюгди Дербентского района.
С 2007 года действует православный Крестовоздвиженский женский монастырь в Кизляре, который находится под юрисдикцией епископа Бакинского и Прикаспийского. Монастырь был основан монахинями из Ярославской области на месте часовни на старом православном кладбище города.
На территории Дагестана действует самый крупный православных храм Северного Кавказа — Святознаменский собор в г. Хасавюрт.
Также в последнее время растёт количество приверженцев различных протестантских объединений и пара-христианских религиозных течений.

### Храмы и приходы

#### Православие

##### Махачкалинское благочиние
- Кафедральный Собор Успения Пресвятой Богородицы, г. Махачкала
- Храм Святого Знамения Божьей Матери, г. Хасавюрт
- Церковь Казанской Божьей Матери, г. Каспийск
- Церковь Покрова Пресвятой Богородицы, г. Дербент
- Церковь преподобного Серафима Саровского, г. Избербаш
- Церковь Александра Невского, с. Ахты
- Церковь Александра Невского, г. Буйнакск

##### Кизлярское благочиние
- Храм Святого Великомученика Георгия Победоносца, г. Кизляр
- Свято-Никольский храм, г. Кизляр
- Часовня во имя иконы Божией Матери «Взыскание погибших», г. Кизляр
- Храм Казанской Божьей Матери п. Комсомольский
- Свято-Никольский храм, с. Крайновка
- Храм святителя Николая Чудотворца, с. Брянск
- Храм святителя Николая Чудотворца, с. Кочубей
- Храм Андрея Первозванного, с. Тарумовка
- Храм Пресвятой Богородицы, с. Таловка
- Храм Петра и Павла, с. Коктюбей
- Часовня Александра Невского, с. Терекли-Мектеб
- Крестовоздвиженский женский монастырь

#### Армянo апостольские церкви
- Церковь Святого Всеспасителя, г. Дербент
- Церковь Святого Григориса, с. Нюгди

#### Протестантские общины
Протестантские общины появились в Дагестане лишь в начале XX века. Первыми их представителями были баптисты, адвентисты и лютеране (Шенфельд). Столкнувшись с гонениями в советские годы, они выстояли и продолжают действовать в настоящее время. В настоящее время протестантизм в республике сталкивается с сопротивлением как со стороны властей, так и со стороны экстремистов. Так 15 июля 2010 года в Махачкале возле дома молитвы был убит выстрелом в голову пастор — пятидесятник Артур Сулейманов.